# Ychoux

Ychoux este o comună în departamentul Landes din sud-vestul Franței. În 2009 avea o populație de 1.924 de locuitori.

## Evoluția populației
| An        | 1975  | 1982  | 1990  | 1999  | 2006  | 2009  |
| --------- | ----- | ----- | ----- | ----- | ----- | ----- |
| Populație | 1.349 | 1.514 | 1.586 | 1.485 | 1.678 | 1.924 |